# 海潮温泉
海潮温泉（うしおおんせん）は、島根県雲南市（旧国出雲国）にある温泉。

## 泉質
旧源泉
- 単純温泉
  - 源泉温度42℃
  - 湧出量毎分400リットル

新源泉
- ナトリウム・硫酸塩 - 塩化物泉
  - 源泉温度45.9℃
  - 湧出量毎分594リットル

## 温泉街
奧出雲の名湯で、斐伊川の支流、赤川上流の山峡にひっそりと佇む。規模は小さいが、各旅館が露天風呂を持っており、また共同浴場「桂荘」がある。
蛍の温泉の異名を持ち、赤川河畔ではゲンジボタルの繁殖地として、積極的な保護がなされている。

## 歴史
『出雲国風土記』にも記載があるという非常に古い温泉で、天平の時代から湧いている。
ボーリングによる源泉開発も古くから行われており、旧源泉は1973年に開発された。
新源泉は2005年に開発が実施され、同年12月に300メートルボーリングを実施して発見した。新源泉は2006年6月1日から利用されている。

## アクセス
- 鉄道
  - JR木次線出雲大東駅下車、雲南市民バスで7分、タクシーで10分。
  - JR山陰本線乃木駅下車、雲南市民バスで32分。